# Paraleiophasma yunnanense
Paraleiophasma yunnanense är en insektsart som först beskrevs av Chen, S.C. och Yun He He 2008.  Paraleiophasma yunnanense ingår i släktet Paraleiophasma och familjen Phasmatidae. Inga underarter finns listade i Catalogue of Life.